# Кристофер Рай
Кристофер Рай (англ. Christopher Rygh; Телемарк, Норвегия) — норвежский актёр, известный, прежде всего, благодаря своему участию в картинах, действие которых происходит в средние века: хоррор-фэнтези «Время монстров» и сериалу Netflix «Последнее королевство». Сейчас снимается в масштабном историческом полотне Medieval.

## Биография
Кристофер Рай родился в губернии Телемарк, Норвегия, а вырос на безлюдных окраинах коммуны Рисёр, находящейся в губернии Эуст-Агдер. После окончания колледжа в 2003 году он поступил в Ливерпульский институт искусств, а в 2006 — в Лондонский музыкальный колледж. В 2010 Кристофер переехал в Осло, где начал работать звукооператором.
Через несколько лет он возглавил маленькую студию дубляжа и звукозаписи в городе Драммен. Здесь он выступал в роли продюсера, звукооператора и актера дубляжа, но, почувствовав желание стать лицедеем, начал брать уроки актерского мастерства. Впоследствии это занятие заняло все его время. Стажировку Рай проходил в престижном Norsk Skuespillerinstitutt в Осло, а позднее уже профессионально выступал на театральной сцене и телевидении. Сейчас Кристофер живет в норвежском городе Конгсберг и наряду со съемками в художественных фильмах продолжает работать актером озвучивания.

## Фильмография
- 2017 — Ulfberht (short)
- 2018 — Время монстров / The Head Hunter
- 2018 — Последнее королевство / The Last Kingdom
- 2018 — Hello Au Revoir
- 2019 — Medieval